# Leyla Belyalova
Leyla Belyalova (em uzbeque: Leylya Enverovna Belyalova; nascida em 1957) é uma acadêmica e ecóloga uzbeque. Por seu trabalho para promover e proteger os ecossistemas do Uzbequistão, ela foi reconhecida pela BBC como uma das 100 mulheres em 2018.

## Carreira
Leyla Belyalova atualmente atua como professora associada no departamento de ecologia da Universidade Estadual de Samarkand. O trabalho de campo mais notável de Leyla inclui o levantamento, monitoramento e conservação no reservatório de Kattakurgan e na Reserva Natural do Estado de Zarafshan. Ela também é conhecida por sua promoção da importância da passagem de Amankutan, na cordilheira ocidental de Pamir-Alay, como um local importante para a flora e a fauna uzbeques.
Por meio de seu trabalho com a Sociedade Uzbeque para a Proteção de Aves (em uzbeque: O'zbequistão Qushlarini Muhofaza Qilish Jamiati, UzSPB), da qual é membro do comitê executivo, Leyla Belyalova tem sido fundamental na identificação de locais em todo o Uzbequistão que atendem aos critérios para serem reconhecidos como Áreas Importantes para Aves e Biodiversidade (IBA) e Áreas Chave de Biodiversidade (KBA) e obter apoio prático e financeiro para que sejam formalmente reconhecidas pelo governo uzbeque.

## Reconhecimentos
2018 - Terceiro lugar na competição anual Mulher do Ano do Uzbequistão.
2018 - 100 mulheres da BBC por "buscar proteger a avifauna e os ecossistemas montanhosos do Uzbequistão".
2017 - "Herói da Natureza" pela Bird Life, por liderar "a primeira tentativa de uma instituição de caridade ambiental em nossa região para preservar a vida selvagem de um local com importância internacional a longo prazo".